# Koronga
Koronga est une commune malienne, située dans le pays de la Bakhounou, chef-lieu d'arrondissement dans le cercle de Dilly, dans la région de Nara.

## Villages
La commune s'étend sur 17 localités relevées lors du recensement général de 2009. 
Les villages les plus peuplés sont :
- Koronga (2 687 habitants) ;
- Zidou Touré (1 757 habitants) ;
- Missira (845 habitants).